# ブーゲンビル (L9077)
ブーゲンビル（Bougainville）は、フランス海軍が運用していた中型支援輸送艦（Bâtiment de Transport Moyen et de Soutien, BTMS）。

## 来歴
主としてフランス核実験センター本部（DIRCEN）の指揮下に、パペーテとムルロア環礁の間の業務輸送に用いることを目的として、1984年11月22日に発注された。当初艦種名は補給支援艦（BTS）と報じられていたが、その後中型支援輸送艦に変更されたとみられている。
建造はデュビジョン造船所のナント工場で行われたが、同工場はかねてから造船不況による業績悪化のためアルストムが経営を引き継いでいたものの本艦以外に受注がなく、本艦の進水後閉鎖された。このため本艦の艤装はアルストムのアトランティーク造船所で行われることとなった。
当初は2番艦の発注が報じられていたが、建造されたのは本艦のみである。

## 設計
設計はおおむね、並行して計画されていたTCD-90型輸送揚陸艦（後のフードル級）の縮小型とされている。ウェルドックは長さ78.0×幅11.8メートル（最狭部10.2メートル）、艦尾門扉は幅10×高さ6メートルで、水深3.15メートルまで漲水することができた。CTM型機動揚陸艇であれば3隻、また必要に応じて、P400型哨戒艇までの大きさの哨戒艇であればドック内に収容して整備を行うことができた。
ウェルドックを搭載甲板として転用した場合、20フィート型コンテナであれば40個を収容できた。貨物の揚降用として、右舷側には力量37トンのクレーンが設置されており、また力量25トンのクレーンも移動式に搭載されていたほか、車両は、右舷側の6メートル幅・耐荷重53トンのサイドランプから乗り降りすることもできた。ドック上には、必要に応じて、6メートル長の移設式プラットフォーム3個を設置して、機材・車両の搭載能力を更に増強することもできた。
艦中部には、長さ26×幅17メートルのヘリコプター甲板が設けられており、クーガー輸送ヘリコプター2機の運用が可能であった。ハンガーは設けられていないが、ヘリコプター用としてジェット燃料70立方メートルを搭載できた。